# Joaquín María López

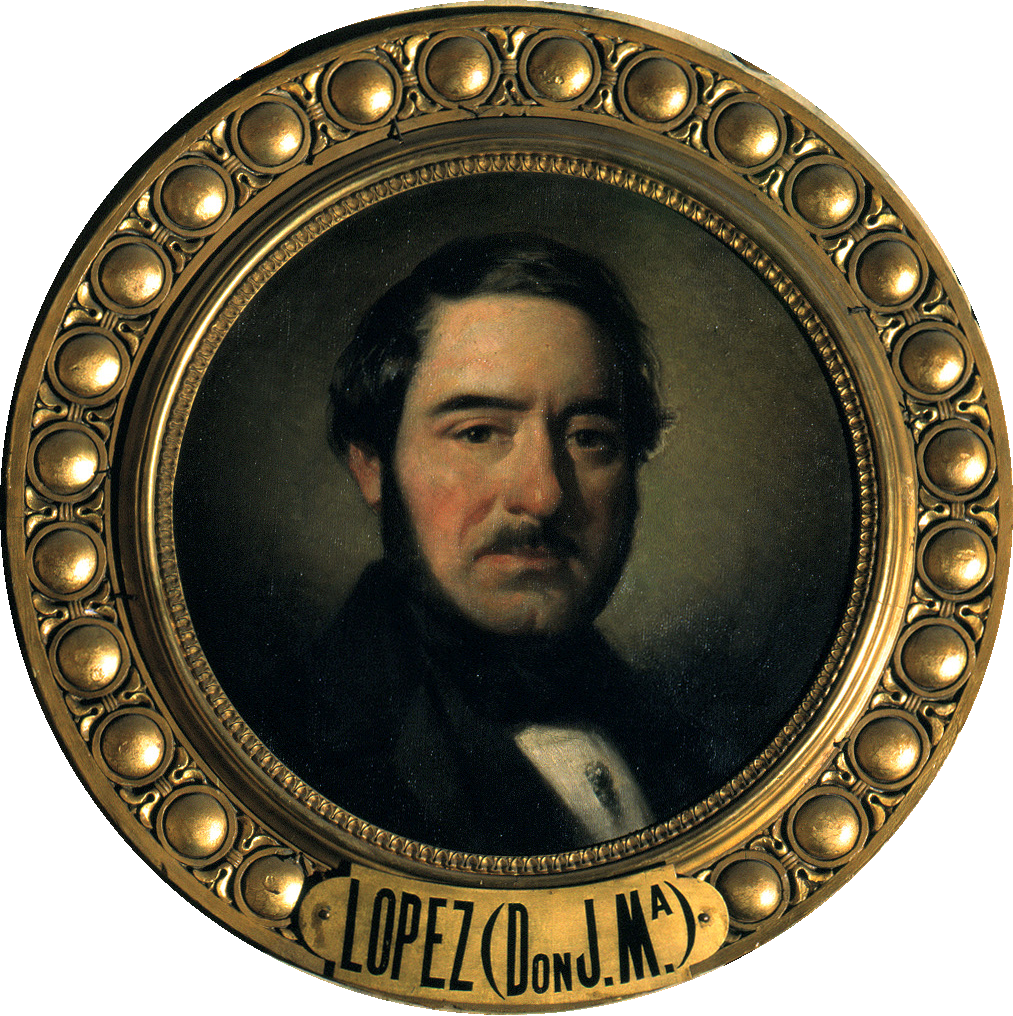
Joaquín María López.

Joaquín María López y López (Villena, 15 augustus 1798 – Madrid, 14 november 1855) was een Spaans politicus en eerste minister.

## Levensloop

### Studies en heerschappij vanFerdinand VII
Hij begon een studie in de rechtswetenschappen aan de Complutense Universiteit van Madrid. Na zijn studies werd hij advocaat en professor in politiek recht.
Tijdens de periode van de driejarige liberale regeerperiode na de revolutie van januari 1820 trad hij als vrijwilliger toe tot de nationale militaire dienst. Toen Ferdinand VII in 1823 na een Franse invasie het absolutisme in Spanje herstelde, ging López in ballingschap naar Frankrijk en keerde na de dood van Ferdinand VII in 1833 terug naar Spanje.

### Heerschappij vanIsabella IIen eerste minister
Bij de verkiezingen van 30 juni 1834 werd hij als afgevaardigde verkozen in het parlement en bleef dit tot op 3 september 1844. Als parlementslid probeerde hij mee te doen aan verschillende liberale hervormingen. In november 1837 was hij voor enkele dagen parlementsvoorzitter.
In 1835 behoorde hij tot de liberalen die een revolte in Valencia voorbereidden en was er kort ondervoorzitter van de regeringsjunta. Op 11 september 1836 werd hij minister van Binnenlandse Zaken in de regering van José María Calatrava en bleef dit tot op 27 maart 1837.
Op 9 mei 1843 werd hij zelf eerste minister van Spanje, maar bleef dit slechts tien dagen. Hij nam ontslag na meningsverschillen met regent Baldomero Espartero. In de regering van zijn opvolger Álvaro Gómez Becerra werd hij minister van Genadeverzoeken en Justitie.
Na de juliopstanden werd Gómez Becerra op 23 juli 1843 ontslagen als eerste minister. López nam zijn functie opnieuw over en bleef dit tot op 8 november 1843. Ook bleef hij minister van Justitie en Genadeverzoeken. Op 8 november 1843 eindigde zijn mandaat plots nadat Espartero werd afgezet en de dertienjarige koningin Isabella II volwassen verklaard werd door het parlement.
Wegens zijn politieke verdiensten werd hij op 21 april 1847 benoemd tot senator voor het leven. Tot in 1854 was hij eveneens rechter van een militaire en marine-rechtbank.
Daarnaast schreef López ook enkele novelles en gedichten en in 1840 was hij voor korte tijd burgemeester van Madrid.
- Biblioteca Nacional de España: XX1123118
- Bibliothèque nationale de France: cb12222190r (data)
- Catàleg d'autoritats de noms i títols de Catalunya: 981058529166506706
- Gemeinsame Normdatei: 143431587
- International Standard Name Identifier: 0000 0001 1472 4788
- Library of Congress Control Number: n84029716
- Système universitaire de documentation: 03089820X
- Virtual International Authority File: 50618793
- WorldCat: E39PBJqQt8Twrrx6dymB7dbTpP